# 성인의 통공

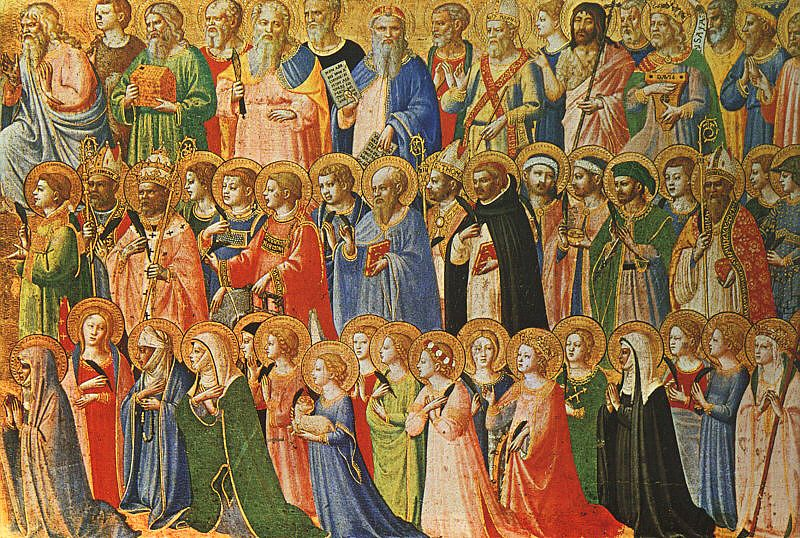
프라 안젤리코가 그린 모든 성인 성화.

성인의 통공(聖人~通功, 라틴어: Communio Sanctorum) 혹은 성도의 교제란 교회 구성원들 즉 살아있는 신자들과 죽은 신자들 간의 영적 결합(spiritual union)을 의미하며, 지상과 천국, 연옥 등에 있는 모든 성도의 공로와 기도가 서로 통한다는 크리스트교의 믿음이다. 여기서 통공(通功)이란, 공(功)이 서로 통(通)한다는 뜻이다. 즉 공로와 선행이 서로 통한다는 의미이다. 세상에 살고 있는 신자들과 천국에 있는 영혼들 그리고 연옥에서 단련을 받고 있는 영혼들 모두 교회를 구성하는 일원으로서 기도와 희생과 선행 등으로 서로 도울 수 있게 결합되어 있다는 것을 말한다.

## 가톨릭에서의 성인의 통공
사도신경을 바칠 때, “모든 성인의 통공을 믿으며” 하고 신앙을 고백한다.
로마 가톨릭 신학에서 성인의 통공은 전투 교회(지상에 살아있는 이들), 단련 교회(연옥에서 정화 과정에 있는 이들), 개선 교회(천국의 영광 속에 있는 이들)로 이루어져 있다. 지옥에 떨어진 영혼들은 성인의 통공에서 제외된다. 살아있는 신자들은 천국에 있는 성인들에게 우리를 위하여 하느님에게 빌어 달라고 전구를 청하며, 연옥에서 단련을 받고 있는 연옥 영혼들을 위해서도 그들이 연옥의 정화 과정을 끝내고 하루속히 천국의 영광에 참여할 수 있도록 하느님에게 자비를 청하는 기도를 바친다. 또한, 성인들은 지상에 있을 당시 쌓은 공로를 하느님에게 보여주며 지상에 있는 신자들을 위해 끊임없이 전구한다고 믿는다. 그들의 전구는 지상 교회 신도들에게 격려와 힘이 된다고 가르친다.

## 같이 보기
- 불후